# 개화사상
다음은 한국 근현대사에서 이야기되는 개화사상(開化思想)에 관한 설명이다.
한국사회의 근대화에의 움직임은 외세가 점진해 오는 19세기 후반부터 '개화'라는 이름 아래 활발해졌다. 개항(開港) 이전부터 중국을 왕래하던 사신(使臣)들이 개화사상의 선구적 존재가 되었다. 그들은 중국에서 새로 변모하는 국제관계, 서양기술의 학습·채용 등 중국의 개화상(開化相)을 직접 보고 느낄 수가 있었다. 한편으로는 강화도조약(江華島條約) 체결 이후 일본을 왕래한 사신들을 통하여 개화의식이 확대되고 조선의 위정자나 지식인들은 일본의 새로운 문물제도를 널리 섭취·채용해야 한다는 생각을 갖게 되었으며, 그런 사상이 이른바 '신사유람단(紳士遊覽團)'의 파견을 낳게 했다. 그러나 이같은 개화사상의 고조 및 문호개방은 보수적인 계층의 위기의식을 불러 일으켰으며 그들의 거센 저항을 초래하기도 했다. 그러나 이윽고는 거센 반발을 했던 유생들도 동양의 도덕윤리는 고수하되 서양의 기술문명은 받아들여야 한다는 생각을 갖지 않을 수 없게 되었고 정부도 개화정책을 추진, 이 나라의 개혁에 나서게 되었다. 신문간포(新聞刊布)를 위한 박문국(博文局), 새로운 화폐의 주조를 위한 전환국(典▩局)을 위시하여 기기국(機器局)·우정국(郵政局) 등이 신설되었다. 나아가 이와 같은 개화사상이 1884년의 갑신정변을 유발하게 되었다.사상면으로 볼 때 개화사상에는 의식했건 의식하지 않았건 간에 실학에서 주장한 '이용후생(利用厚生)'과 '실사구시(實事求是)'의 이념이 계승되어 있었다. 그러나 이 시기에 있어서는 '용(用)'이 근대기술을 뜻하고 '후생(厚生)'이라는 개념도 부국강병이라는 것으로 구체화된 것이 특징이다.또한 이 시기의 개화사상가 유길준(兪吉濬, 1856-1914)의 사상에서는 자연법사상·인권사상, 부르주아적 국가관과 사회계약설·삼권분립사상·자본주의사상 등을 엿볼 수 있고 김윤식(金允植, 1841-1920) 같은 이는 호부론(護富論), 즉 상업자본가의 육성론을 펴기도 했다. 그러나 이러한 개화사조도 자연자원의 풍부성, 자본의 축적, 과학적 지식과 발명의 누적 등 이를 현실화시키기 위한 경제적 선행조건과 그러한 조건을 활용할 수 있는 사회적·심리적 여건이 마련되지 못한 채 외세의 침략이라는 시련이 겹쳐 독자적이고 자율적인 발전을 거듭하지 못했다.

## 같이 보기
- 개화당